# Вахула, Михаил Георгиевич
Михаил Георгиевич Вахула (18 ноября 1931, село Гийче, теперь Рава-Русской общины Львовской области) — украинский советский деятель, новатор производства, токарь Львовского завода автопогрузчиков Львовской области. Герой Социалистического Труда (22.08.1966), депутат Верховного Совета УССР 7-8-го созывов.

## Биография
Родился в бедной крестьянской семье. Окончил четырехклассную школу в селе Гийче и профессионально-техническое училище во Львове. С 1948 года работал во Львове.
С 1957 года — токарь, с 1966 года — старший мастер ремонтно-механического цеха Львовского завода автопогрузчиков Министерства автомобильной промышленности СССР, член партийного комитета завода. Окончил трехгодичную школу мастеров.
Член КПСС с 1960 года.
Окончил вечернее отделение Украинского полиграфического института во Львове.
В 1970-х годах работал заместителем главного технолога, заместителем директора по кадрам Львовского завода автопогрузчиков.
С 1977 года — председатель Львовского областного комитета профсоюза рабочих машиностроения и приборостроения.
С 1980 года — секретарь Львовского областного совета профессиональных союзов.
Избирался председателем совета новаторов города Львова, членом Комитета по Государственным премиям Украинской ССР в области науки и техники при Совете Министров УССР.
Потом — на пенсии в городе Львове.

## Награды
- Герой Социалистического Труда (22.08.1966)
- орден Ленина (22.08.1966)
- ордена
- медали